# ナ・ヨンソク
ナ・ヨンソク（朝: 나영석）は、韓国のテレビプロデューサー・監督・演出家。tvNのプロデューサー。ナPDとも呼ばれる。韓国で無限挑戦を演出したキム・テホPDなどと共に最も認知度の高いPDである。

## 人物
1976年4月15日に韓国の忠清北道清州市で生まれる。延世大学校を卒業し、2001年にKBSに入社。担当はネットワークのバラエティ部門のアシスタントディレクターとして勤務していた。
2007年に「1泊2日」を手掛けた際、初めてプロデューサーとしてテレビに出演。また、韓国テレビ内ではプロデューサー自身が出演したのは初めてのことであった。
ナ・ヨンソクはかかわっていた、「1泊2日」をKBSに対して、スタッフと出演者に休暇を与えるためにシーズン制の導入を希望していたが、高視聴率の番組だったこともあり、KBSは続行となった。この時、本人も参加したkbs労組ストライキや会社業務などで、数年間娘の顔もきちんと見られない環境などに失望し、2012年にKBSを退社を決意した。2013年にKBS時代に「1泊2日」を共に手掛けたイ・ミュウハンとイ・ウジョンの関係もあり、ケーブル局tvNに入社した。
入社後、初めて手掛けた番組である「花よりおじさん」を制作。大御所俳優を起用した旅行番組が好評となり、次々とバラエティー番組を手掛け、2015年5月には「花より○○」シリーズと三食ごはんの斬新な試みと番組の人気が評価されて第51回百想芸術大賞でTV部門の大賞を受賞した。
自ら望んでいた、シーズン制が導入された。当初、小さかったケーブル局tvNを有名ケーブル局に成長させたことに貢献した。2018年の年俸と成果金は37億2500万ウォンという。

## 作品一覧
- 1泊2日（KBS時代）
- 花よりおじいさんシリーズ
- 花よりお姉さんシリーズ
- 花より青春シリーズ
- 三食ごはんシリーズ
- 新西遊記シリーズ
- 新婚日記シリーズ
- 役に立たない知識の辞書シリーズ
- ユン食堂シリーズ
- カン食堂シリーズ
- ソジンの家
- NANAツアー
- NANA民泊